# 住友彰
住友 彰（すみとも あきら、1912年3月12日 - 2011年8月16日）は、日本の土木技術者。専門はトンネル工学。

## 経歴
福岡市に生まれる。1930年福岡県中学修猷館を経て、1935年九州帝国大学工学部土木工学科を卒業。
1935年内務省技師となり、下関工事事務所に勤務。1937年下関市と門司市（現・北九州市）の海底を結ぶ関門国道トンネルの調査工事の下関側責任者となり、戦中の工事休眠期間中は他事務所へ転任。工事が再開されると、併任のまま関門国道工事に携わる。戦前、戦中から、1958年の完成まで、21年間にわたって一貫してトンネル工事の調査から設計施工までを幹部として関わり、関門国道トンネルの完成に尽くした。建設省関門国道工事事務所第5代所長、1961年九州地方建設局（現・九州地方整備局）長を最後に建設省を退官。
退官後は住友道路研究所を設立し代表取締役・所長となり、その後は橋梁コンサルタント代表取締役社長も務めた。

## 受賞歴
- 土木学会賞（1958年）「関門海底国道トンネル」

## 著書
- 『トンネルの設計と施工』（伊吹山四郎共著、金原出版、1968年）
- 『道路設計の基本：これからの一般道路を主として』（遠藤作次共著、地人書館、1968年）